# (16) Psique
(16) Psique és l'asteroide que duu el nombre 16 de la sèrie. Fou descobert des de Nàpols el 17 de març de 1852 per Annibale de Gasparis (1819-1892).
Fou batejat en honor de Psique, una nimfa de gran bellesa amb qui es va casar Eros. Va ser transportada a un palau, on la visitava totes les nits, romanent amb ella fins a l'alba, perquè així no el reconegués. Una nit ella, curiosa, va acostar un llum al seu rostre per a veure'l, però l'oli es va bolcar, deformant la cara d'Eros. Venus, en venjança, va matar Psique; però Júpiter, a instàncies d'Eros, li va atorgar la immortalitat.
La NASA va anunciar en el mes de juliol de 2019 que l'asteroide, que és entre les òrbites de Mart i Júpiter, podria estar format de ferro i níquel, metalls que posats a la terra podrien tenir un valor de 10 trilions de dòlars. Degut a la seva composició metàl·lica, havia existit la teoria que té l'origen en el nucli d'algun antic planeta del sistema solar
però aquesta teoria ha estat descartada per observacions més recents.
La mateixa agència va llençar el 2023 la sonda Psyche que té previst arribar a Psique el 2029.